# ألكسندر ميلران
كان ألكسندر ميلران (بالفرنسية: Alexandre Millerand، تلفظ بالفرنسية: alɛksɑ̃dʁ milʁɑ̃؛ مواليد 10 فبراير 1859 - 6 أبريل 1943) سياسيًا فرنسيًا. شغل منصب رئيس وزراء فرنسا من 20 يناير حتى 23 سبتمبر عام 1920 ورئيس فرنسا من 23 سبتمبر 1920 حتى 11 يونيو 1924. أثارت مشاركته في حكومة بيير روسو في بداية القرن العشرين، جنبًا إلى جنب مع ماركيز دي جاليفيه الذي قاد قمع كومونة باريس عام 1871، جدالًا في حزب أممية العمال الفرنسي، وكذلك في منظمة الأممية الثانية حول مشاركة الاشتراكيين في الحكومات البرجوازية.

## سيرته

### بداية نشاطه
وُلد في باريس، وتلقى تعليمه في نقابة المحامين وانتُخب أمينًا لاتحاد المحامين في باريس. ذاع صيته بعد دفاعه مع زميله جورج لاجوري عن إرنست روش ودوك كيورسي، المحرضان على الإضراب في ديكازيفيل عام 1883. ثم أخذ مكان لاجوري في صحيفة لا جاستيس التي يكتبها جورج كليمنصو. كان ماسونيًا بين عام 1883 وعام 1905.
بصفته اشتراكيًا راديكاليًا، انتخب عضوًا في مجلس النواب ممثلًا لإقليم السين عام 1885. شارك مع كليمنصو وكاميل بيليتان في تحكيم إضراب كارمو (1892). حظي منذ فترة طويلة بنفوذ وتأثير في المحاكم القضائية في المسائل المتعلقة بالتشريعات الاجتماعية، وبعد أن أفقدت فضائح بنما الثقة بكثير من السياسيين، نما وتعزز نفوذه أكثر.
كان زعيمًا للفصيل الاشتراكي المستقل، الذي بلغ عدد أعضائه حينها ستين عضوًا. حتى عام 1896، كان محرر جريدة الفصيل الصحافية «الجمهورية الصغيرة» (بالفرنسية: La Petite République). تضمن برنامجه الملكية الجماعية لوسائل الإنتاج، وإنشاء اتحاد عالمي للعمال.

### وزيرًا حكوميًا
في يونيو 1899، التحق بمجلس وزراء «الدفاع الجمهوري» برئاسة بيير روسو وزيرًا للتجارة. على عكس مجالات أنشطته السابقة، أصبح الآن يركز على الإصلاحات العملية، مكرسًا اهتمامه لتحسين التجارة البحرية، وتنمية التجارة، والتعليم التقني، والنظام البريدي، وتحسين ظروف العمل. أُسندِت أسئلة ومطالب العمال إلى إدارة منفصلة، وهي مديرية العمل، كما رفع مستوى مكتب المعاشات والتأمينات ليصبح «إدارة». في عام 1902، لم ينضم إلى زميله الاشتراكي المستقل جان جوريس في تشكيل الحزب الاشتراكي الفرنسي، وبدلًا من ذلك شكل في عام 1907 الحزب الاشتراكي المستقل الصغير، الذي تغير اسمه إلى الحزب الجمهوري الاشتراكي عام 1911. كان تأثيره ونفوذه في الحركة اليسارية المتطرفة قد تراجع بالفعل، حيث قيل إن خروجه عن التقليد الماركسي الحقيقي أدى إلى تفكك الحركة.
في 1909/1910 شغل منصب وزير الأشغال العامة والبريد.
أثناء توليه منصب وزير العمل، كان مسؤولًا عن إدخال مجموعة واسعة من الإصلاحات، منها: تخفيض الحد الأقصى ليوم العمل من 11 إلى 10 ساعات في عام 1904، وتخصيص 8 ساعات عمل في اليوم لموظفي البريد، وتحديد الحد الأقصى لساعات العمل والحد الأدنى للأجور لجميع الأعمال التي تقوم بها السلطات العامة، وجلب ممثلين عن العمال إلى المجلس الأعلى للعمل، وإنشاء محاكم التحكيم ومفتشي العمل، وإنشاء قسم عمالي داخل وزارة التجارة لمعالجة مشكلة التأمينات الاجتماعية.
كان إدخال ممثلين عن النقابات العمالية إلى المجلس الأعلى للعمل، وتنظيم مجالس العمل المحلية، والتعليمات لمفتشي المصانع للتواصل مع مجالس النقابات، بمثابة امتيازات قيمة للعمال، كما قام أيضًا بتأمين التطبيق الصارم للقوانين السابقة التي وضعت لحماية الطبقة العاملة. ارتبط اسمه بشكل خاص بمشروع تخصيص رواتب تقاعدية لكبار السن، والذي أصبح قانونًا عام 1905. في عام 1898، أصبح محررًا في صحيفة لا لانتيرني (بالفرنسية: La Lanterne).
شغل ميليران منصب وزير الحرب مرتين، أولًا من عام 1912 إلى عام 1913 ومرة أخرى، خلال المراحل الأولى من الحرب العالمية الأولى، من عام 1914 إلى عام 1915.

## وصلات خارجية
- ألكسندر ميلران على موقع الموسوعة البريطانية (الإنجليزية)